# Maradj! (film)
A Maradj! (Stay) 2005-ben bemutatott amerikai thriller Marc Forster rendezésében.

## A cselekmény
Autóbaleset történik a Brooklyn hídon, az egyetlen túlélő Henry Letham (Ryan Gosling).
Hirtelen új helyszínre kerülünk, ahol Sam Foster pszichiáter (Ewan McGregor) és barátnője, Lila (Naomi Watts) Sam új pácienséről beszélgetnek: Henry főiskolai hallgató, tehetséges művész, aki azonban súlyos depresszióval küzd, levert és paranoiás. Időnként hangokat hall, és úgy tűnik, képes megjósolni jövőbeli eseményeket. Henry azt mondja Samnek, szombaton éjfélkor, a 21. születésnapján öngyilkosságot fog elkövetni.
Lila művészetet tanít, és éppen Sam segítségével tette túl magát saját öngyilkossági kísérletén, felajánlja, hogy segít lebeszélni a fiatalembert, hogy eldobja magától az életet. Ám Henry váratlanul eltűnik.
Amíg Sam azon fáradozik, hogy előkerítse a betegét, váratlan felfedezések sorát teszi. Korábban Henry azt állította, ő maga ölte meg a szüleit, de az orvos mégis találkozik az anyjával a család régi, üresen álló házában. Az asszony Samet a saját fiának hiszi, zavarodottnak tűnik. A fején kötést hord, amin keresztül egyszer csak vér bugyog keresztül. Mindenáron étellel akarja kínálni, de a hűtőszekrény is üres, majd a kutyája rátámad Samre.
A klinikán, míg a férfi megkapja a szükséges oltásokat kutyaharapás ellen, egy rendőr érkezik, hogy kérdéseket tegyen fel, miért látogatta meg azt a házat. Sam elmondja, amit a saját szemével látott, kiemelve, hogy a nőnek valószínűleg fejsérülése van, és orvosi ellátásra szorul. A rendőr szerint azonban üresen áll, az asszony pedig, aki valaha ott élt, halott.
Úgy tűnik, mintha az események innen kezdve rendszeresen ismételnék önmagukat. Mintha Sam egy körforgásba került volna az időben.
Később kapcsolatba lép egy pincérnővel, akit a kezelések alatt Henry párszor emlegetett mint „barátnőjét”, akit el akart venni feleségül. Sam végül egy színpadi próbán talál rá, ahol a Hamlet szövegét gyakorolják. A lány emlékszik Henryre, de állítása szerint a felszolgálás kötelező párbeszédén kívül nem érintkeztek. Ennek ellenére beleegyezik, hogy segítsen, de Sam egy kanyargó lépcsőház misztikus spiráljában elveszti szem elől, és újra  visszaesik az időben.
A keresés szombat éjjel 11:33-kor folytatódik. Sam eljut egy könyvesbolthoz, ahol Henry sok időt töltött. Itt megtudja, hogy a fúnak nem volt pénze, ezért festményével fizetett. A kedvenc könyvei írója pedig egy olyan művész, aki a Brooklyn hídon ölte meg magát a 21. születésnapján, miután minden festményét megsemmisítette, mert szerinte ez volt a tökéletes műalkotás. Sam úgy érzi, Henry utánozni fogja ezt a gesztust.
Sam valóban megtalálja Henryt a hídon, de nem tudja megállítani. Elfordul, mikor a fiú a szájába veszi a pisztolya csövét és meghúzza a ravaszt.
Itt visszaugrik a cselekmény az első helyszín katasztrófájához, ahol Henry az egyetlen túlélő, de súlyosan megsebesült. Egy újabb jelenetben Sam és Lila, akik itt még sosem találkoztak azelőtt, sikertelenül próbálják megmenteni az életét. Henry haldoklása közben azt hiszi, Lila a barátnője, és megkéri a kezét. A tragédia után a felzaklatott Sam megkéri Lilát, hogy üljön le vele egy kávéra.

## Szereplők
| Szerep                           | Színész           | Szinkronhang          |
| -------------------------------- | ----------------- | --------------------- |
| Dr. Sam Foster                   | Ewan McGregor     | Anger Zsolt           |
| Henry Letham                     | Ryan Gosling      | Kolovratnik Krisztián |
| Mrs. Letham                      | Kate Burton       | Kovács Nóra           |
| Lila Culpepper                   | Naomi Watts       | Ruttkay Laura         |
| Athena                           | Elizabeth Reaser  | Huszárik Kata         |
| Dr. Leon Patterson               | Bob Hoskins       | Végvári Tamás         |
| Dr. Beth Levy                    | Janeane Garofalo  | Peller Mariann        |
| Dr. Ren                          | BD Wong           | Láng Balázs           |
| Házmester / Zongora rakodó       | John Tormey       | Kajtár Róbert         |
| Fiú / Fiatal Henry               | John Dominici     | Penke Soma            |
| A fiú anyja                      | Jessica Hecht     | Kisfalvi Krisztina    |
| Frederick / Devon                | Sterling K. Brown | Kárpáti Levente       |
| Kennelly sheriff / Biztonsági őr | Michael Gaston    | Juhász György         |
| Könyvesbolti eladó               | Mark Margolis     | Szokolay Ottó         |

## Kapcsolatok Hamlettel
A film több ponton is hivatkozik Shakespeare Hamlet című művére.
- A „Letham” a Hamlet név anagrammája.
- Athena Hamletet idézi egy alkalommal, és Oféliát játssza.
- Lila, Sam barátnője öngyilkosságot követett el, ahogy Hamlet kedvese, Ofélia is.
- Henryt megrémiszti apja „szelleme”, ahogy Hamletet.
- A film a híres színdarabhoz hasonlóan több témát dolgoz fel egymáson belül.